# Рудничная монета
Рудничная монета (нем. Ausbeutemünze) — монета, отчеканенная из металла определённого рудника или области. На ней обязательно имеется название или символическое изображение места добытого металла, из которого изготовлена монета. Первые рудничные монеты с надписью «METALLI PANNONICI» относятся ко времени правления императора Траяна (98—117). Также известны выпуски времён Каролингов.
Наибольшее распространение рудничные монеты получили в XVII—XIX столетиях в немецкоязычных государствах. Их могли выпускать как из серебра (например, рудничные талеры, гульдены), так и из золота (например, дукаты речного золота).